# فروچیو دینا
فروچیو دینا (انگلیسی: Ferruccio Diena; ۲۶ اوت ۱۹۱۲ – ۱۶ ژانویهٔ ۱۹۹۶) بازیکن فوتبال اهل ایتالیا بود.
از باشگاه‌هایی که در آن بازی کرده‌است می‌توان به باشگاه فوتبال یوونتوس اشاره کرد.